# Puissalicon
Puissalicon är en kommun i departementet Hérault i regionen Occitanien (tidigare i Languedoc-Roussillon) i södra Frankrike. Kommunen ligger i kantonen Servian som tillhör arrondissementet Béziers. År 2022 hade Puissalicon 1 352 invånare.
I byn finns flera restauranger och vingårdar som erbjuder provsmakning, etc. Slottet St Pierre de Serjac är beläget  ett par km utanför samhället.
Puissalicon ligger cirka 15 km från Beziers på vägen norrut, mot Bedarieux. Det är två km till Magalas, som erbjuder ett relativt stort utbud av butiker och restauranger. Till bad i Medelhavet är det 29 km.
Bland sevärdheter i byn kan nämnas kyrkan som stammar från 1100-talet, det romerska tornet från 900-talet och slottet från 1000-talet. Rester av stadens ringmur kan ses i den gamla bydelen, som är en s.k. circulade - ett samhälle byggt i cirkel med kyrka och slott i centrum.

## Befolkningsutveckling
Antalet invånare i kommunen Puissalicon
Referens:INSEE